# Élisabeth Pochon
Pour les articles homonymes, voir Pochon.
Élisabeth Pochon, née le 19 avril 1955 à Constantine (Algérie), est une femme politique française.
Députée PS de la 8e circonscription de la Seine-Saint-Denis de 2012 à 2017, elle est conseillère municipale de Villemomble depuis 2001.

## Formation et carrière professionnelle
Fille d'un instituteur, Élisabeth Pochon est titulaire d'une maitrise de droit à l'université Paris-1 Panthéon-Sorbonne, puis obtient un DESS de développement social des quartiers. Elle est conseillère principale d'éducation en collège.

## Parcours politique

### Mairie de Villemomble
Elle est présidente du groupe des socialistes au conseil municipal de Villemomble à partir de 2001. Elle se présente aux élections municipales en 2008 comme tête de liste mais est battue au premier tour par son adversaire UMP Patrice Calméjane. À la suite de son élection comme députée, Marc Daydie devient président du groupe. Elle y siège toujours comme conseillère municipale.

### Candidate aux législatives
Après avoir été suppléante de Jean-Luc Bennahmias aux élections législatives de 1997 dans la 8e circonscription de Seine-Saint-Denis, elle se présente aux élections législatives 2007 sur cette même circonscription face à Patrice Calméjane. Elle est battue avec un score de 44,31 %. 
Elle est désignée le 30 novembre 2011 par les militants pour être candidate aux élections législatives de 2012, avec Raphaël Bouton comme suppléant.
Au premier tour, elle arrive en tête avec 37,88 % des suffrages exprimés et atteint le second tour où elle affronte le sortant UMP Patrice Calméjane. Elle est élue au second tour avec 50,85 % des suffrages. L'élection est confirmée en décembre 2012, moment où la presse se fait l'écho des difficultés qu'elle rencontre avec les maires de Gagny et de Villemomble dans le cadre de son mandat.

### Députée
À l'Assemblée nationale, elle est : 
- Secrétaire de la commission des lois constitutionnelles, de la législation et de l'administration générale de la République
- Co-présidente du groupe d'étude sur la langue des signes
- Membre du groupe de soutien à la candidature de Paris aux Jeux Olympiques et Paralympiques de 2024
- Vice-présidente du groupe d'amitié France-Bénin
- Membre des groupes d'amitié France-Portugal, France-Comores
- Vice-présidente de la mission d'information sur les Moyens de lutte contre la surpopulation carcérale
- Membre du groupe français de l'Union interparlementaire (U.I.P.)

#### Travail sur la modernisation des listes électorales
En 2014, elle est co-responsable d'une mission d'information sur la modernisation des listes électorales. Ce travail transpartisan est mené avec Jean-Luc Warsmann, député de l'opposition. Forte d'une expertise dans ce domaine, Élisabeth Pochon sera rapporteure en 2015 d'une proposition de loi permettant la réouverture exceptionnelle des délais d'inscription sur les listes électorales. Ce texte adopté par le Parlement a permis aux électeurs de s'inscrire sur les listes électorales jusqu'au 30 septembre 2015 afin de pouvoir voter aux élections régionales de décembre 2015. Cette réforme a permis à 800 000 électeurs qui, en temps normal, auraient été mal ou non-inscrit de voter lors de ce scrutin. 
À la suite de cette expérimentation réussie, elle est co-rapporteure avec Jean-Luc Warsmann d'une proposition de loi rénovant les modalités d'inscription sur les listes électorales. Définitivement adopté le 19 juillet 2016, ce texte prévoit notamment la clôture de l'inscription sur les listes électorales le sixième vendredi avant le scrutin à partir de 2020. L'inscription sur les listes électorales est désormais modernisée, tant pour les citoyens que pour les administrations.

#### Élection présidentielle 2017
Elle est chargée du projet Égalité des droits & Lutte contre les discriminations dans la campagne de Vincent Peillon pour la primaire citoyenne de 2017. Elle est également membre de son comité politique de campagne. Après la défaite de son candidat au premier tour, elle ne donnera pas de consigne de vote. 
Elle ne parraine aucun candidat pour l'élection présidentielle de 2017. Elle se met en retrait de la campagne de Benoit Hamon, candidat du parti socialiste, mais affirme avoir voté pour lui au premier tour. Avant le second tour, elle appelle à voter pour Emmanuel Macron face à Marine Le Pen.

#### Élection législative 2017
Députée sortante, Élisabeth Pochon se présente à nouveau lors des élections législatives de 2017. Avec 9,44 % des suffrages exprimés, elle arrive en 5e position au premier tour.